# ستيفان أورون سيغوردسون
ستيفان أورون سيغوردسون هو لاعب كرة قدم آيسلندي في مركز الدفاع، ولد في 20 فبراير 1954. شارك مع منتخب آيسلندا لكرة القدم.

## وصلات خارجية
- ستيفان أورون سيغوردسون على موقع عالم كرة القدم.نت (الإنجليزية)